# ساراشتی‌باش
ساراشتی‌باش (انگلیسی: Sarashtybash) یک شهرک در شهرستان تاتیشلینسکی استان باشقیرستان کشور روسیه است.